# Dix (Illinois)
Pour les articles homonymes, voir Dix (homonymie).
Dix est un village du comté de Jefferson, dans l'Illinois, aux États-Unis. Le village est incorporé le 7 août 1894. Lors du recensement de 2010, le village comptait une population de 461 habitants.

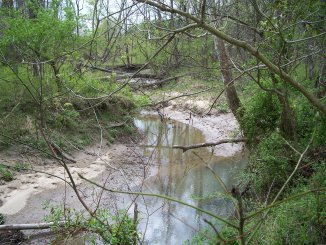
Casey Creek en route vers la Big Muddy River

## Source de la traduction
- (en) Cet article est partiellement ou en totalité issu de l’article de Wikipédia en anglais intitulé « Dix, Illinois » (voir la liste des auteurs).